# بیلی باتگیت
«بیلی باتگیت» (انگلیسی: Billy Bathgate) نام رمانی از ای. ال. دکتروف است که در سال ۱۹۸۹ توسط راندوم هاوس منتشر شد. این رمان برنده جایزه انجمن ملی منتقدان کتاب آمریکا و جایزه پن/فاکنر برای داستان در سال ۱۹۹۰ شد. بیلی باتگیت هم‌چنین نامزد دریافت جایزه ادبی پولیتزر بود. داستان از زبان اول شخص پسر نوجوان ۱۵ ساله‌ای روایت می‌شود که وارد یک باند گانگستری می‌شود و پیشرفت هم می‌کند.

در سال ۱۹۹۱ بر اساس این رمان فیلمی به کارگردانی رابرت بنتون و بازی لورن دین در نقش بیلی، داستین هافمن، استون هیل، نیکول کیدمن و بروس ویلیس ساخته‌شد.

## داستان
بیلی (راوی داستان) در محلات فقیرنشین نیویورک در حال شعبده بازی برای نوجوانان هم سن و سالش که داچ شولتزِ گانگستر و قاچاقچی مشروب این صحنه را می‌بیند و چون از تردستی بیلی خوشش آمده ۱۰ دلار به او دستخوش می‌دهد. زبر و زرنگی بیلی باتگیت باعث می‌شود که به استخدام گروه گانگستری شولتز دربیاید و به نوعی سرنوشت و زندگیش با این گروه گره می‌خورد.

## ترجمه به فارسی
این کتاب دو بار جداگانه توسط نجف دریابندری و بهزاد برکت به فارسی ترجمه شده‌است. ترجمه دریابندری را انتشارات طرح نو را با عنوان بیلی باتگیت در سال ۱۳۷۷ و ترجمه برکت را نشر قطره با عنوان بیلی بتگیت در سال ۱۳۷۱ منتشرکردند.